# Басін Петро Васильович

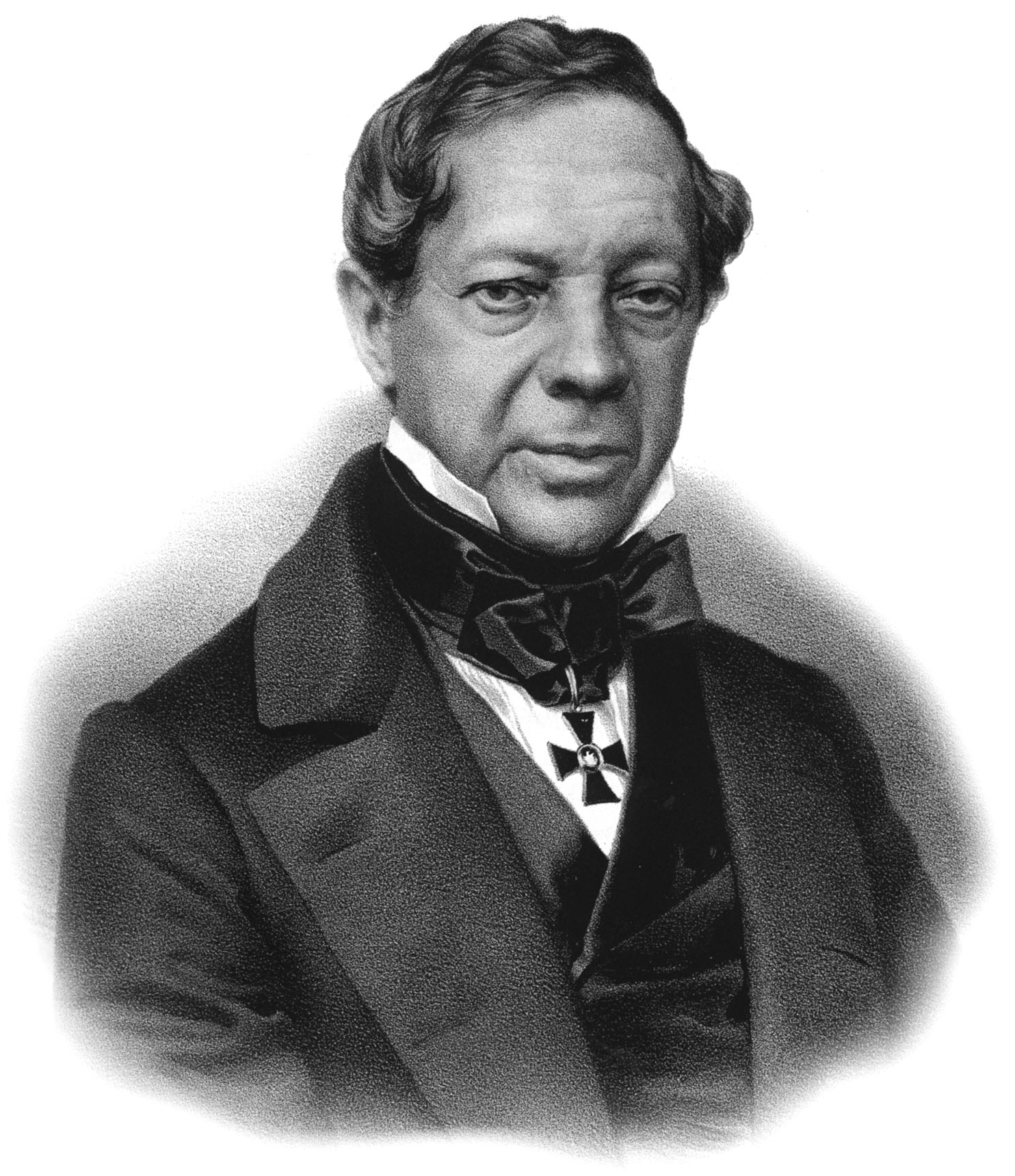
Портрет Басіна Петра

Басін Петро Васильович (*6 липня 1793 — †16 липня 1877) — російський живописець, академік Петребурзької Академії Мистецтв (з 1831). Автор картин на історичні та релігійні сюжети, портретів, монументальних розписів.
Тарас Шевченко згадував Басіна у повісті «Художник» у зв'язку з літографованими анатомічсними малюнками, якими користувалися учні в класах Товариства заохочування художників в Петребурзі.
Його учнем у Петербурзькій Академії мистецтв був Микола Миколайович Ґе.

## Галерея

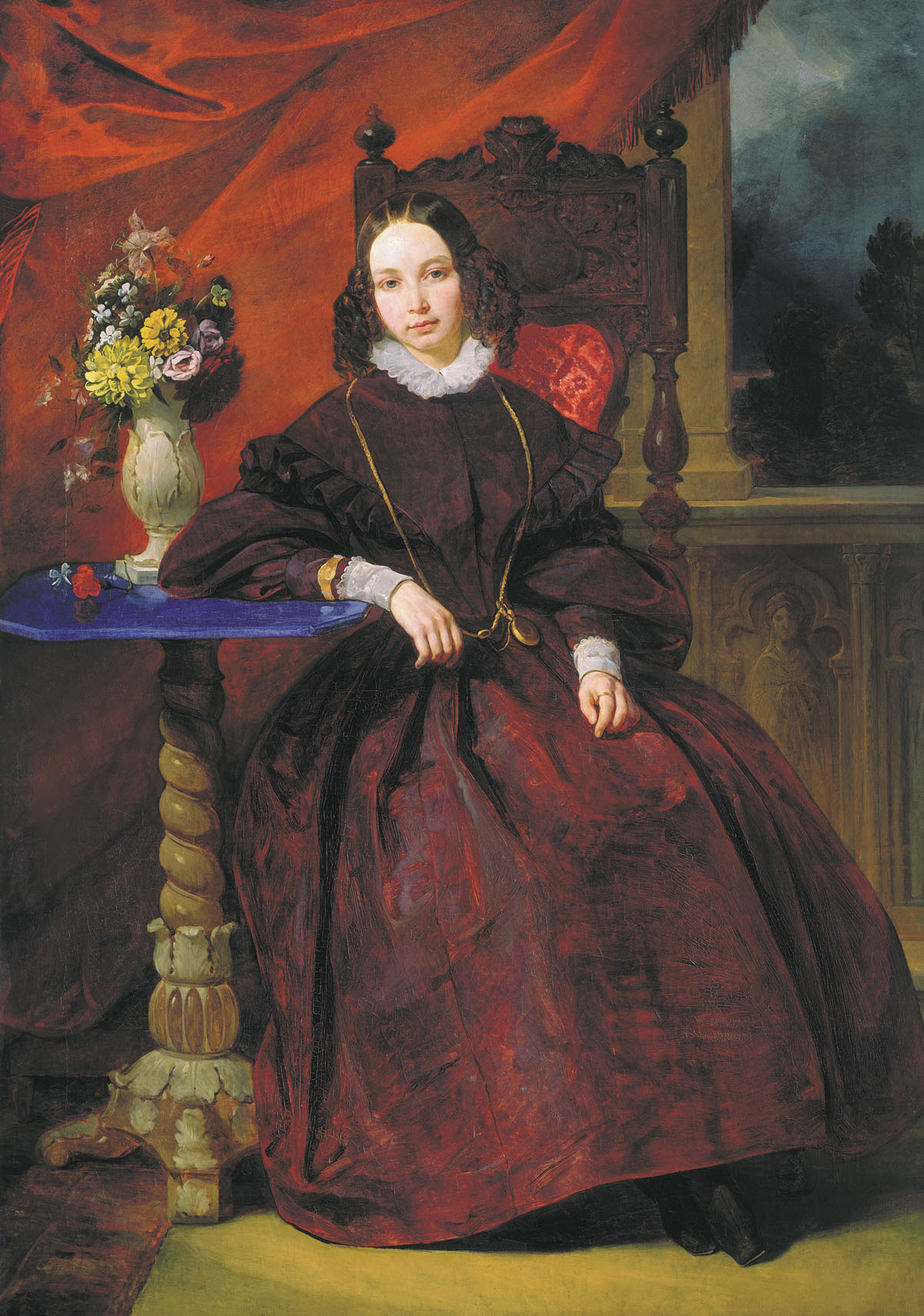
Портрет жінки Петра Басіна
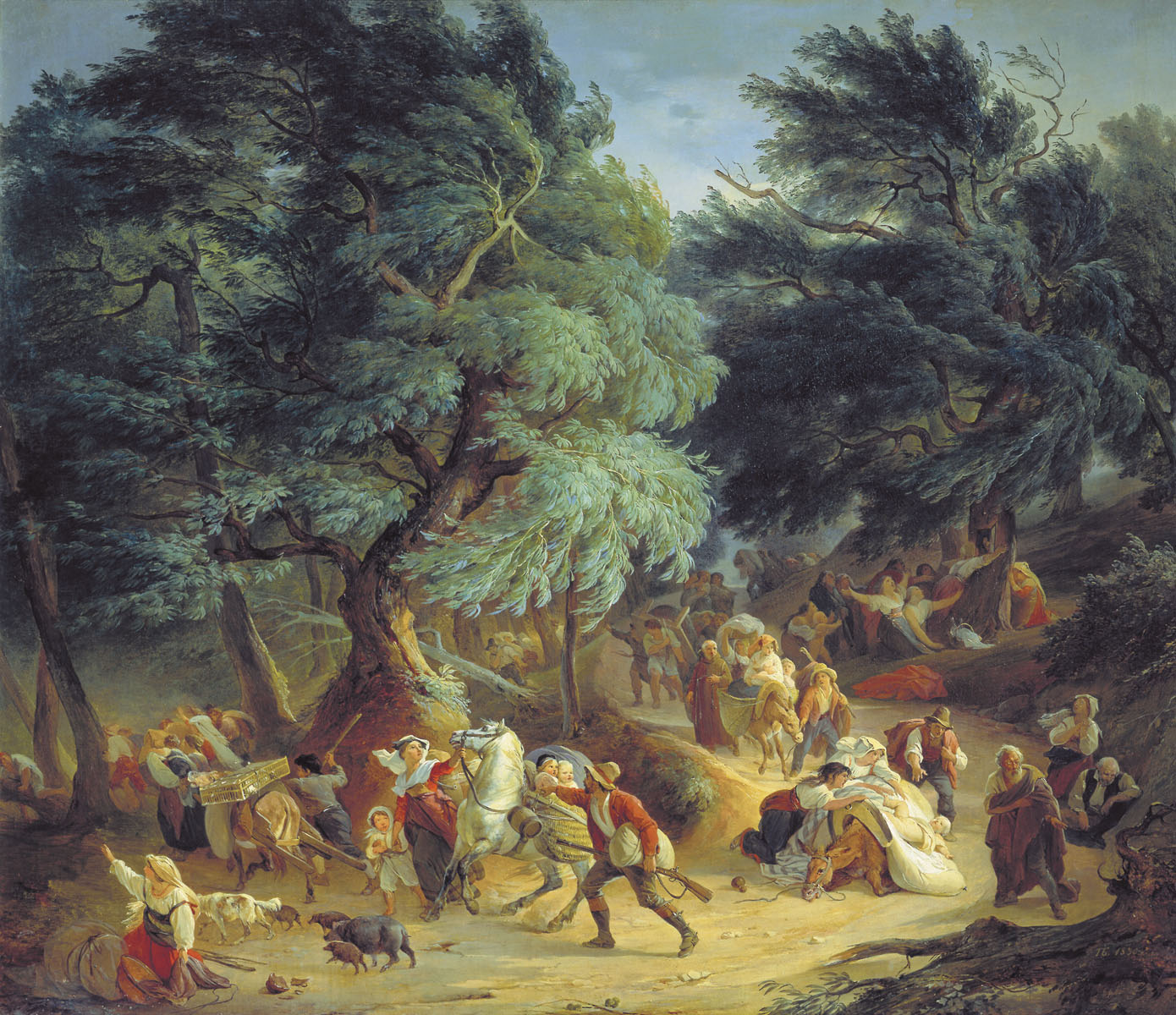
Землетрус в Рокка-ді-папа поблизу Рима